# Ansbach
Ansbach (até o século XVII era conhecida como Onolzbach), é uma cidade francônia no estado da Baviera, Alemanha. Está localizada na região administrativa da Média Francónia.
Ansbach é uma cidade independente (kreisfreie Städte) ou distrito urbano (Stadtkreis), ou seja, possui estatuto de distrito (Kreis). A sede administrativa do distrito homônimo está localizada na cidade, apesar da cidade não pertencer ao distrito.

## Geografia
Ansbach localiza-se na região montanhosa Frankenhöhe a 45 km a sudoeste de Nuremberga. Passa pela cidade o rio Fränkische Rezat que é afluente do rio Meno.

## História
No ano 748 um mosteiro beneditino foi fundado por um nobre fancônio de nome Gumbertus nos arredores do vilarejo Onolzbach. Nos séculos a seguir, tanto o mosteiro quanto o vilarejo cresceram, formando a cidade de Ansbach, que é documentada pela primeira vez em 1221.
O local pertenceu ao condado de Oettingen até que passou em 1331 para os governadores de Nuremberga, os Hohenzollern. Estes fizeram de Ansbach o centro da sua dinastia até que em 1415 adquiriram o eleitorado de Brandenburg. Mesmo depois da morte de Frederico I, marquês de Brandemburgo, em 1440, uma linha da família Hohenzollern de nome "Brandenburg-Ansbach" continuou a governar Ansbach.
Em 1528 a cidade é influenciada pela Reforma Protestante e adota ao protestantismo, conduzindo assim à secularisação da abadia de São Gumbertus em 1563.
Em 1792 os Hohenzollern da Prússia anexam Ansbach ao seu território.
Em 1796 o Duque de Zweibrücken, Maximilian Joseph, o posterior rei Maximiliano I da Baviera, exilou-se em Ansbach depois de ser preso pelos franceses.
Maximilian de Montgelas elabora um conceito sobre a futura organização política da Baviera, conhecida pelo nome de "Ansbacher Mémoire". A partir deste conceito a Prússia cede em 1806 a cidade de Ansbach e seus condados à Baviera em troca do condado de Berg.
No final do século XVII o palácio dos marqueses de Ansbach foi remodelado no estilo barroco.
De 1831 a 1833 Kaspar Hauser, famosa personagem histórica, viveu em Ansbach e foi assassinado nos jardins do palácio.
Antes da 2ª Querra Mundial Ansbach foi uma pequena cidade com poucas indústrias, porém considerado um centro administrativo e cultural na região. Apesar de todas as pontes da cidade serem destruídas durante a querra, o centro histórico conseguiu conservar seu caráter barroco até hoje.
Na cidade existem hoje em dia instalações militares da U. S. Army, associados com a Alemanha através da NATO. No total são três instalações militares: o Quartel Shipton (52nd Air Defense Artillery), o Quartel Katterbach (1st Infantry Division's 4th Combat Aviation Brigade) associado ao Quartel Bismarck e o Quartel Barton Barracks (sede da USAG Ansbach).

## Turismo
Lugares de interesse turístico:
- Residência dos marqueses de Brandeburgo-Ansbach
- Museu dos marqueses (Markgrafen-Museum)
- Estufa nos jardins do palácio (Orangerie)
- Monumento Kaspar Hauser
- Igreja de São Gumberto (século XV)
- Igreja de São Johannis (século XV)
- Sinagoga
- Torre de Herrieder
- Construções de Leopold Retti
- Torre de comunicação (altura: 137,5 metros)

## Cidadãos famosos
- Alberto de Brandemburgo e Prússia, grão-mestre da Ordem Teutônica e do primeiro Ducado da Prússia
- Simon Marius, astrônomo, que observou as luas de Júpiter de cima da torre do castelo. Alegando sendo o primeiro a observar as luas, entrou em disputa com Galileo Galilei (a quem a descoberta é hoje atribuída).
- Ansbach é a cidade de nascimento do químico Georg Ernst Stahl.
- Carolina de Ansbach, esposa de George II da Grã-Bretanha, nasce na cidade em 1683.
- Nasceram em Ansbach os dois poetas, Johann Peter Uz (1720-1796) e August von Platen (1790-1835).
- Kaspar Hauser que viveu de 1830 a 1833 em Ansbach e foi assassinado nos jardins do palácio.

## Geminações
- Bay City, E.U.A., desde 1960
- Anglet, França, desde 17 de julho de 1968
- Jing Jiang, China, desde 2004
- Fermo, Itália, desde 2006